# 25371 Frangaley
25371 Frangaley è un asteroide della fascia principale. Scoperto nel 1999, presenta un'orbita caratterizzata da un semiasse maggiore pari a 2,4504417 UA e da un'eccentricità di 0,0832495, inclinata di 4,91581° rispetto all'eclittica.